# تیغ موکت‌بری

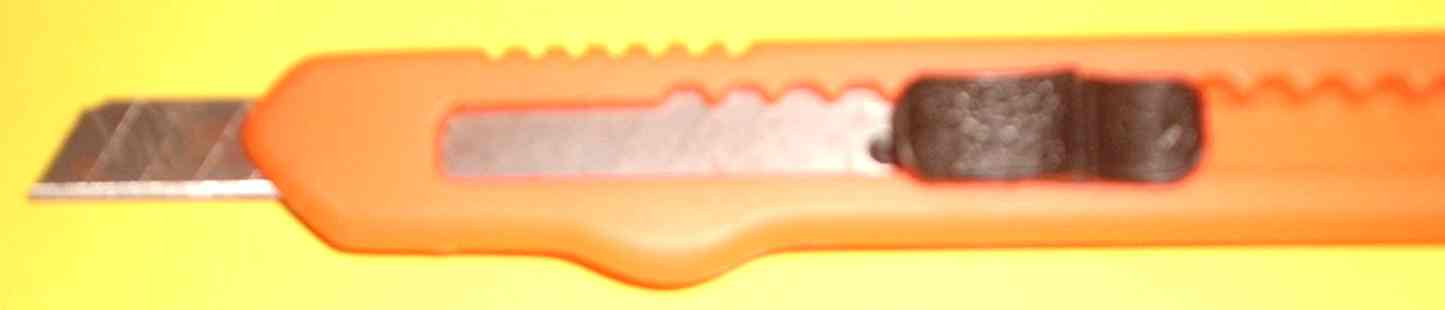
تیغ موکت‌بر با تیغهٔ چند قسمتی

تیغ موکت‌بر، تیزْبُر یا کاتر وسیله‌ای است با تیغ تیزی که معمولاً برای بریدن اجسامی از جنس کاغذ، پلاستیک، موکت و… استفاده می‌شود. به‌دلیل تیزیِ فوق‌العاده زیاد این وسیله، از آن به‌عنوان سلاح سرد نیز استفاده می‌شود.
این وسیله معمولاً از دو قسمت اصلی تشکیل شده‌است: بدنه و تیغه. بدنه در آن می‌تواند از جنس فلز یا پلاستیک به اندازهٔ تقریبیِ عرض ۲۵ تا ۳۰ میلی‌متر و طول ۷۵ تا ۱۰۰ میلی‌متر و ضخامت ۱ تا ۱٫۵ میلی‌متر است. تیغه در اشکال مختلف به‌صورت چند قسمتی است که هر قسمت پس از مصرف و کند شدن قابل شکستن و جداکردن است و قسمت بعدی مورد استفاده قرار می‌گیرد یا این‌که به‌صورت دوطرفه، که وقتی یک طرف تیغه بعد از مصرف کند شد، از طرف دیگرِ آن استفاده می‌شود.